# Hans Bjørnstad
Hans Bjørnstad, norveški smučarski skakalec, * 18. marec 1928, Lier, Norveška † 24. maj 2007, Norveška.
Bjørnstad je največji uspeh kariere dosegel z osvojitvijo naslova svetovnega prvaka na Svetovnem prvenstvu 1950 v Lake Placidu na veliki skakalnici.